# Serra de les Cotxines
La Serra de les Cotxines és una serra situada al municipi de Poboleda a la comarca del Priorat, amb una elevació màxima de 728 metres.